# Gélinotte des bois
Tetrastes bonasia
Espèce
Synonymes
Bonasa bonasia
Statut de conservation UICN

LC : Préoccupation mineure
La Gélinotte des bois (Tetrastes bonasia) est une espèce de petits gallinacés faisant partie de la faune typique de certains habitats de sous-bois d'Eurasie et appartenant à la famille des Phasianidae, sous-famille des Tetraoninae. En raison de la chasse passée et du rétrécissement de son habitat, c'est une espèce qui a disparu d'une grande partie de son aire naturelle et potentielle de répartition.

## Dénomination
Décrite par Linné en 1758 sous le nom de Bonasa bonasia elle est reclassée depuis 2009 dans le genre Tetrastes.

### Synonyme
- Bonasa bonasia (Linné, 1758)

## Taxinomie

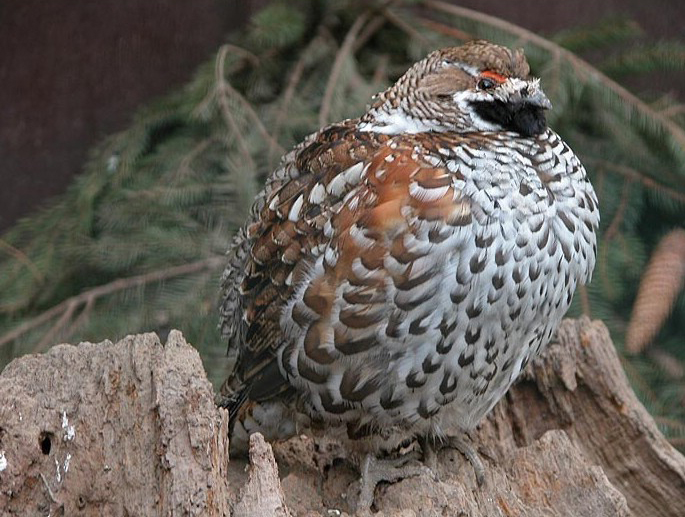
La sous-espèce T. b. rupestris.

Selon la classification de référence du Congrès ornithologique international (15.1, 2025) elle se répartit en onze sous-espèces (ordre phylogénique) :
- Tetrastes bonasia rhenanus (Kleinschmidt, 1917) — nord-est de la France, Belgique, Luxembourg, ouest de l'Allemagne ;
- Tetrastes bonasia styriacus (Jordans et Schiebel, 1944) — Jura, Alpes, Carpates occidentales ;
- Tetrastes bonasia schiebeli (Kleinschmidt, 1941) — Balkans ;
- Tetrastes bonasia rupestris (Brehm, 1831) — sud de l'Allemagne, Bohême et Sudètes
- Tetrastes bonasia bonasia (Linnaeus, 1758) — de la Scandinavie à l'Oural ;
- Tetrastes bonasia griseonota (Salomonsen, 1947) — nord de la Suède ;
- Tetrastes bonasia sibiricus (Boutourline, 1916) — Sibérie, monts Altaï, Saïan et Mongolie ;
- Tetrastes bonasia kolymensis (Boutourline, 1916) — est de la Sibérie ;
- Tetrastes bonasia amurensis (Riley, 1916) — Mandchourie-Extérieure, petit Khingan et nord de la Corée ;
- Tetrastes bonasia yamashinai (Momiyama, 1928) — Sakhaline ;
- Tetrastes bonasia vicinitas (Riley, 1916) — Hokkaido.

## Description
Le mâle, plus coloré et au cou noir, est sédentaire et vit sur un territoire de taille variable selon les régions, qu'il défendra tout au long de sa vie. Au printemps, la femelle, arborant des couleurs moins vives, plus erratique, viendra le retrouver et nichera à même le sol sur ce territoire.
Le mâle mesure environ 37 cm de longueur et la femelle 34 cm.
Leur masse est comprise entre 350 et 500 g.

## Habitat et répartition

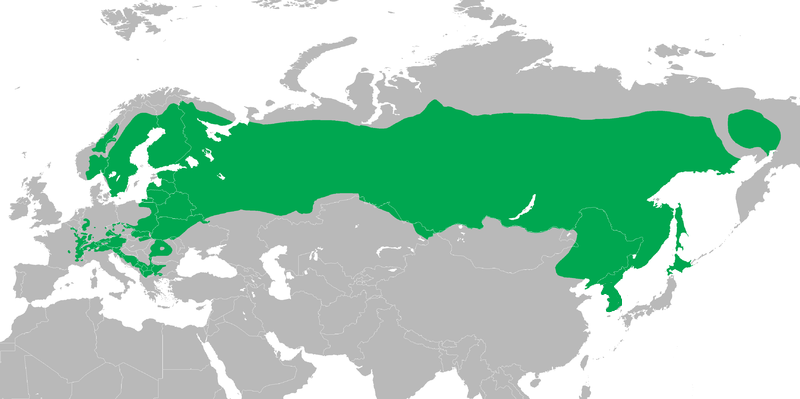
Aire de répartition de la gélinotte des bois.

La gélinotte des bois était répandue dans toute la zone paléarctique d'Eurasie, de l'océan Atlantique à l'océan Pacifique. 
Cette espèce sédentaire et diurne mais très discrète et difficile à observer, est exclusivement forestière : elle ne quitte pratiquement jamais le couvert des arbres. Les couples ont un comportement territorial très marqué vis-à-vis de leurs congénères.
Il existe un certain nombre de sous-espèces géographiquement séparées et dont la couleur varie du brun-rouge au gris blanc.
Une étude réalisée dans la commune suisse de la Sagne montre qu'un nombre assez précis d'individus, formant un groupe, influence grandement la réussite de la reproduction à l'échelle régionale. Il conditionne le maintien de la cohésion, dans une structure sociale bien établie. Cette étude montre que la superficie des domaines vitaux est située entre 7,8 et 62,6 hectares et que l'individu y passe toute sa vie, à l'exception des premiers mois après l'éclosion lorsque, devenu autonome, il se cherche un nouveau territoire (essaimage). Un mâle apparié, vivant au cœur d'un groupe, aura une sédentarité bien plus forte qu'un mâle célibataire vivant à la périphérie d'un groupe ou aux marges de deux groupes différents. Les chances individuelles de survie et de reproduction semblent plus fortes dans les groupes cohésifs, même si de bonnes densités de gélinottes attirent davantage les prédateurs, dont les humains. Les taux d'occupation optimaux sont de six à huit individus par kilomètre carré.

## Alimentation
Cet oiseau consomme des insectes, des limaces, des bourgeons, des graines diverses, des fruits et des baies sauvages.

## Reproduction

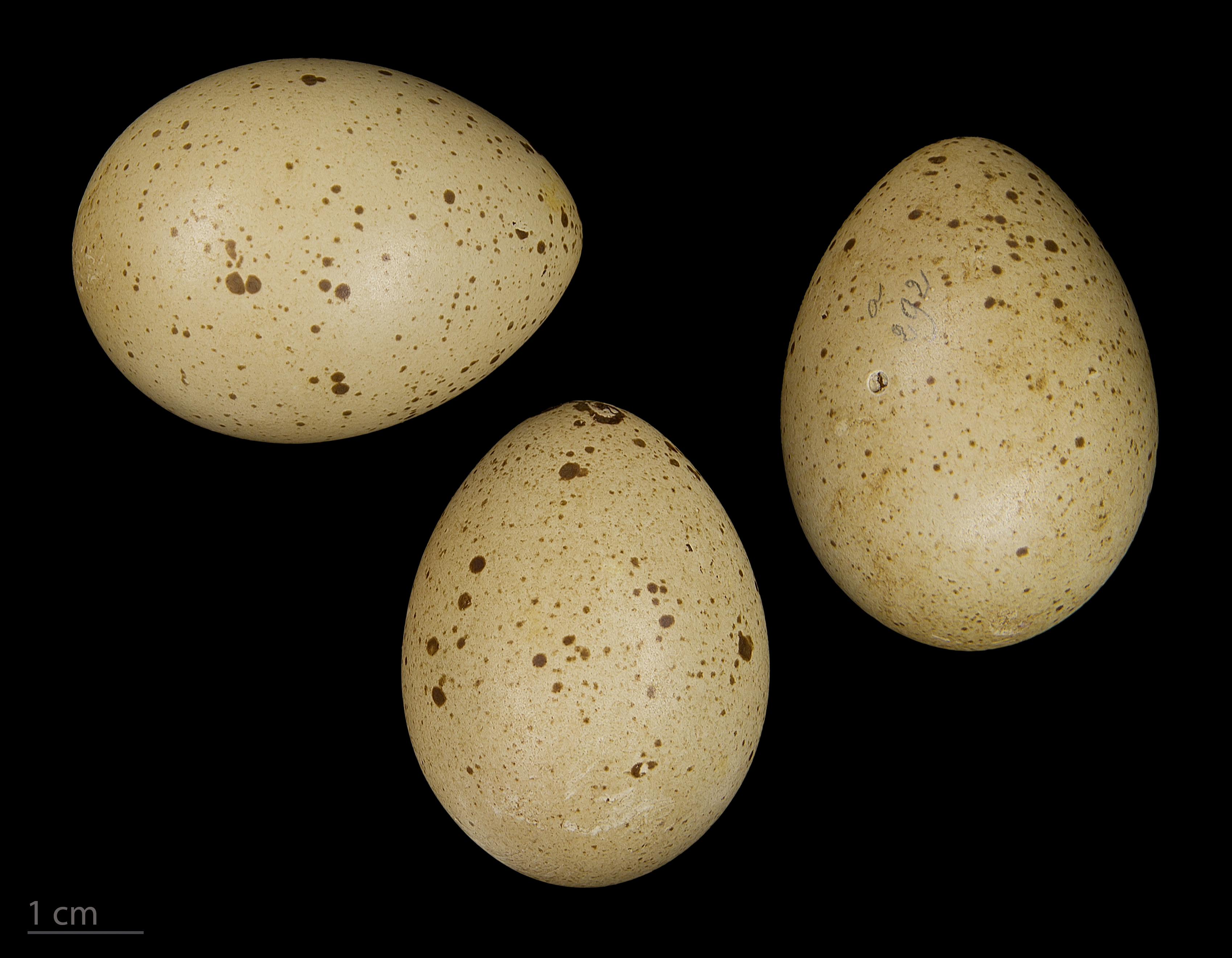
Œufs de Tetrastes bonasia rupestris - Muséum de Toulouse.

La Gélinotte des bois est mature dès la première année de son existence. Elle établit son nid dans un creux gratté dans le sol, à l'abri d'un buisson ou sous une touffe de fougères. La ponte a lieu en mai et juin. Elle comprend 8 à 10 œufs, beige taché de brun, couvés 25 jours.

## Menace et préservation
L'Union internationale pour la conservation de la nature classe la gélinotte des bois comme préoccupation mineure. 
La cause essentielle de la régression de cette espèce semble être la dégradation de son habitat naturel du fait de la sylviculture, notamment le « nettoyage » des sous-bois et le replantage en quasi monoculture de résineux, d’où la faible efficacité des zones protégées à leur égard.
En Europe centrale et occidentale, on ne la rencontre plus que dans les zones montagneuses. Devant la progression de l'exploitation et de la déforestation par l'Homme, elle a quasiment disparu des zones de moyenne altitude dans lesquelles elle s'était initialement développée. Dans le massif des Vosges, la sous-espèce Tetrastes bonasia rhenanus a perdu 90 % de sa population entre la fin des années 1990 et l'année 2015.
En Wallonie, l'espèce est jugée en danger critique d'extinction.
En 2017, des scientifiques allemands proposent un plan de sauvetage consistant à prélever des œufs en milieu naturel pour les élever dans un conservatoire, ce qui a été refusé en France. En 2020, l'espèce est finalement considérée comme éteinte dans les Vosges, bien que des individus soient régulièrement aperçus, notamment par les travailleurs forestiers.